# Національний монумент MH 17
Національний монумент MH 17 (нід. Nationaal Monument MH17) — меморіальний комплекс в пам'ять про пасажирів літака Boeing 777 компанії Malaysia Airlines, що прямував з Амстердама до Куала-Лумпур та був збитий ракетним комплексом «Бук» під Сніжним 17 липня 2014 року. Розташований у громаді Гарлемермер неподалік від аеропорту Схіпгол.

## Опис
Меморіальний комплекс являє собою поєднання пам'ятного знаку, розташованого серед лісу у вигляді стрічки з 298 дерев. Усередині лісу розміщено пам'ятник у вигляді сталевої стіни висотою 6 м та шириною 25 м з іменами 298 жертв авіакатастрофи. Навколо лісу висаджені соняшники, як символ того, що деякі уламки літака були віднайдені серед українського соняшникового поля.

## Історія створення
Меморіал виконаний на замовлення фонду Vliegramp MH17, що утворений родичами загиблих пасажирів. Вартість спорудження монумента становить 1,5 млн євро, які були надані десятьма найбільшими роботодавцями Нідерландів на прохання Vliegramp MH17.
21 травня 2016 родичами пасажирів рейсу MH 17 було обрано дизайн меморіалу — проект Роналда Вестергойса отримав найбільшу підтримку з-поміж 5 пропозицій, а 7 грудня 2016 року розпочалися попередні роботи зі спорудження монумента.
З 18 до 25 березня 2017 року було висаджено меморіальний ліс навколо пам'ятника. Протягом цього періоду кожна родина висаджувала дерева на честь своїх загиблих родичів. Перше дерево на честь капітана лайнера було посаджено за участі посла Малайзії у Нідерландах Дато Ахмад Назрі Юсуфа, директора Malaysia Airlines Тан Срі Мохамад Юсуфа та міністра закордонних справ Нідерландів Берта Кундерса. Дерева були надані безкоштовно розплідником з Північного Брабанту.
20 квітня було встановлено сталеву стіну з викарбуваними іменами 298 жертв авіакатастрофи.
Відкриття монумента відбулося 17 липня 2017 року у третю річницю катастрофи. У церемонії брали участь король Віллем-Олександр разом з королевою Максимою та прем'єр-міністр Марк Рютте.